# Ali Molina (Arizona)
Ali Molina es un lugar designado por el censo ubicado en el condado de Pima en el estado estadounidense de Arizona. En el Censo de 2010 tenía una población de 71 habitantes y una densidad poblacional de 35,56 personas por km².

## Geografía
Ali Molina se encuentra ubicado en las coordenadas 31°54′9″N 111°46′49″O / 31.90250, -111.78028. Según la Oficina del Censo de los Estados Unidos, Ali Molina tiene una superficie total de 2 km², de la cual 2 km² corresponden a tierra firme y (0%) 0 km² es agua.

## Demografía
Según el censo de 2010, había 71 personas residiendo en Ali Molina. La densidad de población era de 35,56 hab./km². De los 71 habitantes, Ali Molina estaba compuesto por el 2.82% blancos, el 0% eran afroamericanos, el 97.18% eran amerindios, el 0% eran asiáticos, el 0% eran isleños del Pacífico, el 0% eran de otras razas y el 0% pertenecían a dos o más razas. Del total de la población el 4.23% eran hispanos o latinos de cualquier raza.